# Český Krumlov (huyện)
Huyện Český Krumlov (tiếng Séc: Okres Český Krumlov) là một huyện (okres) nằm trong vùng Nam Bohemia của Cộng hòa Séc. Huyện Český Krumlov có diện tích 1615 km², dân số năm 2002 là 59817 người. Thủ phủ huyện đóng ở Český Krumlov. Huyện này có 46 khu tự quản.

## Các khu tự quản
Huyện Český Krumlov có 46 khu tự quản sau: